# Dario Franceschini
Dario Franceschini (Ferrara, 19 ottobre 1958) è un politico e scrittore italiano.
Esponente di spicco del Partito Popolare Italiano (PPI), de La Margherita e membro fondatore del Partito Democratico (PD) nel 2007, è stato vicesegretario del PPI sotto Franco Marini, coordinatore esecutivo de La Margherita, il primo vicesegretario del PD sotto Walter Veltroni, segretario del Partito Democratico succeduto a Veltroni dopo l'esito negativo delle regionali sarde fino alle primarie del 2009, capogruppo dell'Ulivo alla Camera dei deputati dal 3 maggio 2006 al 7 novembre 2007 e del PD dal 17 novembre 2009 al 19 marzo 2013.
Ha ricoperto le cariche di sottosegretario alle riforme istituzionali nei governi D'Alema II (1999-2000) e Amato II (2000-2001), oltre che di ministro per i rapporti con il Parlamento nel governo Letta (2013-2014). È stato ministro per i beni e le attività culturali nei governi Renzi, Gentiloni, Conte II e Draghi, per un periodo totale di più di sette anni, divenendo così il ministro che più a lungo ha guidato il dicastero.
Franceschini è il principale esponente nonché leader della componente del PD AreaDem.

## Biografia
Nato a Ferrara il 19 ottobre 1958, è figlio di Gardenia Gardini (1934-2018) e Giorgio Franceschini (1921-2012), cattolico che fu un partigiano, nonché deputato per la Democrazia Cristiana durante la II legislatura.
Dopo essersi diplomato al liceo scientifico Antonio Roiti di Ferrara, dov'era compagno di scuola del deputato del Partito Democratico Alessandro Bratti, si è laureato in giurisprudenza all'Università degli Studi di Ferrara, con una tesi in Storia delle Dottrine e delle Istituzioni politiche, ha pubblicato nel 1985 il libro "Il Partito Popolare a Ferrara. Cattolici, socialisti e fascisti nella terra di Grosoli e Don Minzoni" e sullo stesso argomento ha partecipato a convegni e a varie pubblicazioni.
Dal 1985 esercita la libera professione come avvocato civilista, cassazionista, revisore contabile, è stato membro effettivo del collegio sindacale dell'Eni nei primi tre anni della privatizzazione. Dal 1985 al 1989 ha curato per il Formez il bimestrale Rassegna di documentazione legislativa regionale.
È stato presidente dell'ente Palio di Ferrara dal 2003 al 2006, ed in gioventù è stato uno sbandieratore della Contrada di Santa Maria in Vado.
L'8 marzo 2014, nel corso di una visita a Palmanova, viene ricoverato a causa di un infarto mentre si trovava nella caserma "Ederle". Il bollettino ufficiale dell'ospedale riferirà, più tardi, che il ministro è stato colpito da una «sindrome coronarica acuta, trattata positivamente e tempestivamente». Successivamente verrà trasferito all'ospedale Santa Maria della Misericordia di Udine.
Il 16 maggio 2016 gli è stata conferita la Laurea Honoris Causa in Humane Letters dalla John Cabot University di Roma come "riconoscimento del suo importante contributo alla vita democratica del Paese e del suo impegno per la promozione del patrimonio artistico italiano".

## Vita privata
Nel 1986 ha sposato Silvia Bombardi; i due divorziano nel 2011. Dopo il divorzio, il 14 settembre 2014 sposa a Sutri (VT) Michela Di Biase, anch'ella politica ed esponente del PD.
È appassionato di jazz e padre di tre figlie.

## Carriera politica

### Dall'ASD alla Democrazia Cristiana
La sua attività politica inizia a livello studentesco, al liceo scientifico Roiti, nell'autunno del 1974, quando fonda l'Associazione Studentesca Democratica (ASD) d'ispirazione cattolica e centrista. L'ASD si presenta in quasi tutti gli istituti superiori della città alle prime elezioni previste dai "decreti delegati".
Dal 1974 al 1977 viene eletto nei vari organismi (consigli di classe, disciplina e istituto). Successivamente viene eletto in rappresentanza degli studenti nel consiglio di amministrazione dell'Università degli Studi di Ferrara. Fonda la Cooperativa Culturale Natale Gorini, che si occupa di cinema d'essai.
Le figure carismatiche che fin dalla giovinezza suscitano la sua attenzione sono, fra le altre, Benigno Zaccagnini e don Primo Mazzolari. In particolare don Mazzolari viene più volte ricordato durante la sua campagna per la corsa alla segreteria del Partito Democratico. A lui dedica uno dei passi più significativi del discorso finale della campagna elettorale, pronunciato a Marzabotto il 24 ottobre 2009.
Si iscrive alla Democrazia Cristiana (DC) nel 1975, dopo l'elezione di Benigno Zaccagnini a segretario della Democrazia Cristiana ("il fiore è di nuovo bianco" disse Zaccagnini incantando i ragazzi), invaghito della sua idea che con i comunisti ci volesse concorrenza e confronto, del suo richiamo alla questione morale, proprio come Enrico Berlinguer, e viene eletto Delegato Provinciale del Movimento Giovanile della DC di Ferrara.

### Consigliere comunale di Ferrara
Alle elezioni amministrative del 1980 viene eletto consigliere comunale di Ferrara con la DC, diventando nel 1983 capogruppo consiliare. L'anno seguente entra nella direzione nazionale del Movimento Giovanile della DC, per il quale fonda e dirige la rivista mensile "Nuova Politica".
Nel 1989 dirige a Roma il mensile "Settantasei" che raccoglie i quadri trentenni della "sinistra democristiana" e viene chiamato alla vice-direzione del mensile "Il Confronto" e nella redazione del settimanale della DC "La Discussione".

#### Adesione ai Cristiano Sociali
Nella fase di trasformazione della Democrazia Cristiana in Partito Popolare Italiano (PPI) ad opera di Mino Martinazzoli, invita il partito, all'Assemblea Costituente di Roma nel 1993, a scegliere con determinazione, come conseguenza del nuovo sistema elettorale maggioritario introdotto con la legge Mattarella, il passaggio all'alleanza con il centro-sinistra. Non accetta infatti la decisione del partito di schierarsi autonomamente alle elezioni politiche del 1994, come coalizione di centro nel Patto per l'Italia di Mariotto Segni. Decide pertanto di aderire ai Cristiano Sociali, fondando il movimento a Ferrara e divenendone Consigliere Nazionale.
Nel 1994 dà vita a Ferrara, con l'amico Alessandro Bratti, una delle prime giunte di centro-sinistra d'Italia, divenendo assessore alla Cultura e al Turismo nella giunta comunale guidata dal post-comunista Roberto Soffritti.
Alle elezioni amministrative del 1995 si candida per il ruolo di sindaco di Ferrara, venendo appoggiato dalla Federazione dei Verdi, i Cristiano Sociali e i Laburisti nella lista "Ferrara Democratica". Al primo turno del 23 aprile ottiene il 19,05% dei voti, arrivando terzo e non accedendo, per tre punti percentuali, al ballottaggio. A posteriori dicono a Ferrara che la sua "parsimonia" gli precluse il trionfo.

### Partito Popolare Italiano
Dopo i dissidi interni al PPI, che portarono alla scissione interna dei Cristiani Democratici Uniti campeggiati da Rocco Buttiglione, l'elezione dell'ex ministro Gerardo Bianco a segretario del partito e l'adesione dello stesso PPI all'Ulivo di Romano Prodi, entra nel partito nel 1996. L’anno successivo, nel 1997 diventa, assieme ad Enrico Letta, vicesegretario nazionale del PPI sotto la segreteria di Franco Marini. L'anno successivo, nel 1998, diventa vicesegretario unico, dopo l'entrata di Letta nel primo governo D'Alema come ministro delle politiche comunitarie.
Successivamente, al IV Congresso straordinario del PPI a Rimini tra il 30 settembre e il 2 ottobre 1999, si candida a segretario nazionale, ma ottiene il 16% dei voti e viene sconfitto dall'ex deputato ed europarlamentare Pierluigi Castagnetti con il 69,12% (il favorito e supportato dal segretario uscente Marini), entrando in seguito a far parte della direzione nazionale e dell'ufficio di segreteria con l'incarico per le politiche della comunicazione.
In seguito al reincarico e nascita del secondo governo presieduto da Massimo D'Alema, viene nominato dal Consiglio dei Ministri sottosegretario di Stato alla Presidenza del Consiglio con delega alle riforme istituzionali, affiancando il ministro Antonio Maccanico e riconfermato poi dal successivo governo Amato bis. A nome del governo segue in particolare il tema della legge elettorale, e sino all'approvazione definitiva, la legge costituzionale di riforma degli statuti delle Regioni a statuto speciale, l'introduzione del diritto di voto per gli italiani all'estero e le modifiche al titolo V della Costituzione. In particolare segue l’introduzione del principio di sussidiarietà nella carta costituzionale all’ultimo comma dell’art. 118.

### La Margherita e capogruppo dell'Ulivo
Alle elezioni politiche del 2001 si candida nel collegio uninominale di Ferrara-Via Bologna alla Camera dei deputati, per la coalizione dell'Ulivo, dove viene eletto per la prima volta deputato con il 55,23% dei voti contro gli altri candidati. Nella successiva XIV legislatura diventa componente della giunta delle elezioni, della 1ª Commissione Affari costituzionali e dell'assemblea parlamentare dell'Organizzazione per la sicurezza e la cooperazione in Europa (OSCE).
Tra i fondatori de La Margherita, nel luglio 2001 entra a far parte del comitato costituente del partito, del quale diventa coordinatore dell'esecutivo nazionale. L'incarico gli viene confermato dai successivi congressi del 2002 e del 2004, facendo anche parte del direttivo del Partito Democratico Europeo e componente, nonché socio fondatore dell'associazione interparlamentare per il commercio equo e solidale.
Rieletto deputato alle elezioni politiche del 2006 nella circoscrizione Emilia-Romagna tra le liste de L'Ulivo (che unisce La Margherita e i Democratici di Sinistra), si dimette da coordinatore della Margherita e viene eletto capogruppo parlamentare dell'Ulivo alla Camera dei deputati.

### Dirigenza del Partito Democratico

#### Vicesegretario di Walter Veltroni

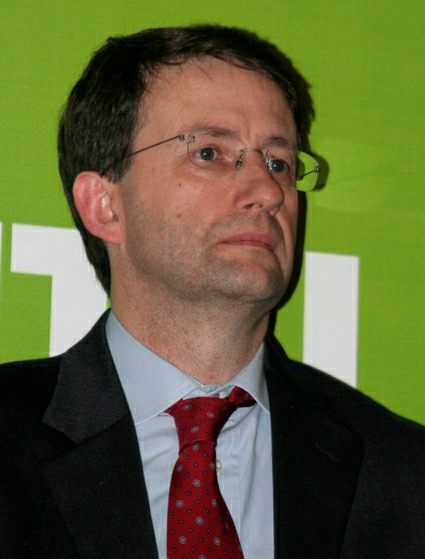
Dario Franceschini nel 2008

Nel 2007 è stato uno dei fondatori del Partito Democratico (PD), facendo parte del Comitato dei 45 che porta alla nascita del PD il 14 ottobre. Dopo la vittoria alle prime primarie di quell'anno del PD e l'ascesa alla segreteria nazionale di Walter Veltroni, viene nominato da quest'ultimo come primo vicesegretario nazionale del nuovo partito. A seguito di tale designazione, si è dimesso dalla presidenza del gruppo parlamentare L'Ulivo alla Camera dei deputati, venendo sostituito da Antonello Soro.
Alle elezioni politiche del 2008 è rieletto alla Camera sia nella circoscrizione Toscana che nella circoscrizione Emilia-Romagna, optando per quest'ultima; in seguito alla sconfitta elettorale del partito, viene nominato da Veltroni come membro del cosiddetto governo ombra del Partito Democratico, con l'incarico corrispondente a quello di Vicepresidente del Consiglio, ruolo che ricopre dal 9 maggio 2008 al 21 febbraio 2009.

#### Segretario del partito stesso
Il 21 febbraio 2009, dopo le dimissioni di Walter Veltroni dalla segreteria nazionale per l'esito negativo alle elezioni regionali in Sardegna, viene eletto segretario del Partito Democratico dall'Assemblea Nazionale PD, con un risultato quasi plebiscitario di 1047 voti su 1.258, battendo il suo principale (e unico) sfidante Arturo Parisi, ex ministro della difesa nel secondo governo Prodi, che riceve solo 92 voti; elezione nel quale, come ironizza il deputato PD Renzo Lusetti, «abbiamo eletto un democristiano alla guida del PCI». Secondo il giornalista de La Stampa Federico Geremicca, la scelta di eleggere al Nazareno Franceschini è stata fatta per conservare lo status quo del PD, che vince rispetto alle insofferenze (vere o presunte che siano) della periferia del partito.
Il suo primo atto dopo l'elezione è stato il giuramento su una copia della Costituzione Italiana nelle mani del padre Giorgio, ex-partigiano ed ex-deputato davanti al castello della natia Ferrara, luogo dove nel novembre 1943 alcuni cittadini furono trucidati dalle squadre fasciste.

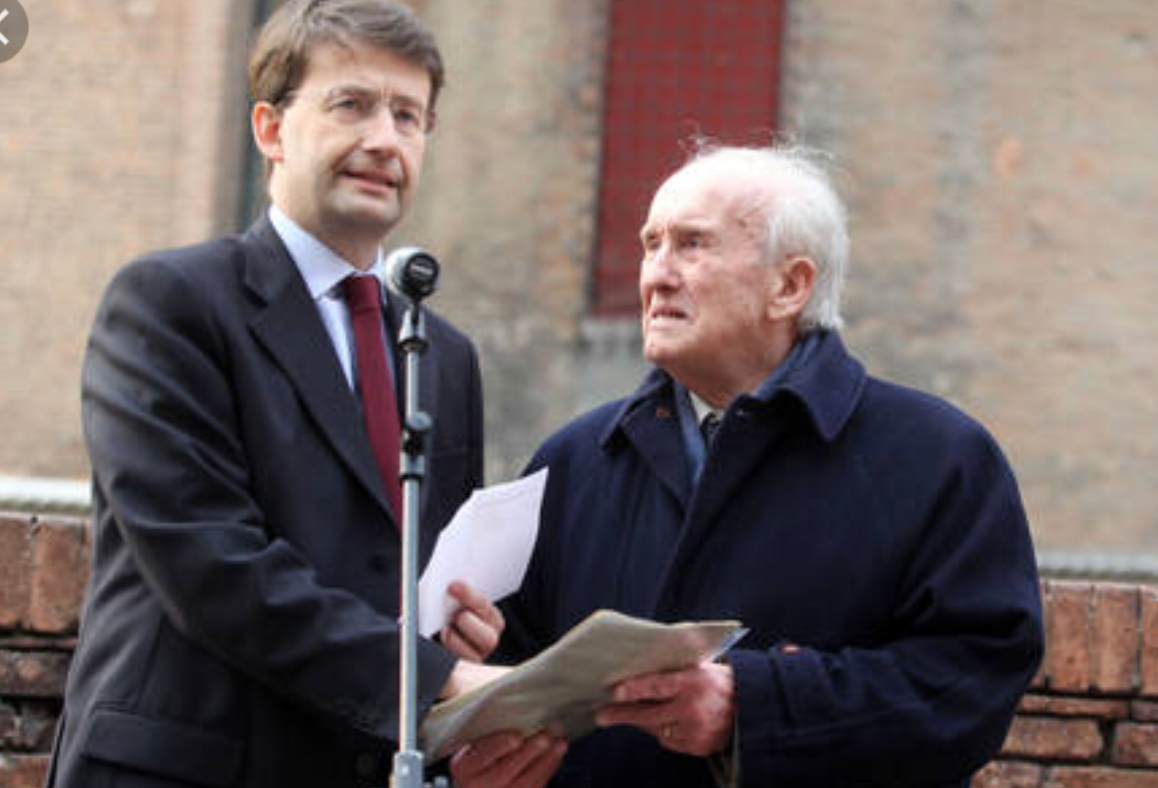
Dario Franceschini neoeletto segretario nazionale Pd giura sulla Costituzione nelle mani del padre Giorgio, ex partigiano bianco (2009)

Appena insediatosi da segretario, inizia a lavorare sulla struttura del partito che sia solido, radicato, non liquido, senza un vice, azzerando il coordinamento del governo ombra del PD in segno di discontinuità da Veltroni e con una linea ben precisa: «non farò nessuna trattativa con nessuno. Deciderò io e mi assumerò la responsabilità delle scelte».

#### Elezioni europee del 2009

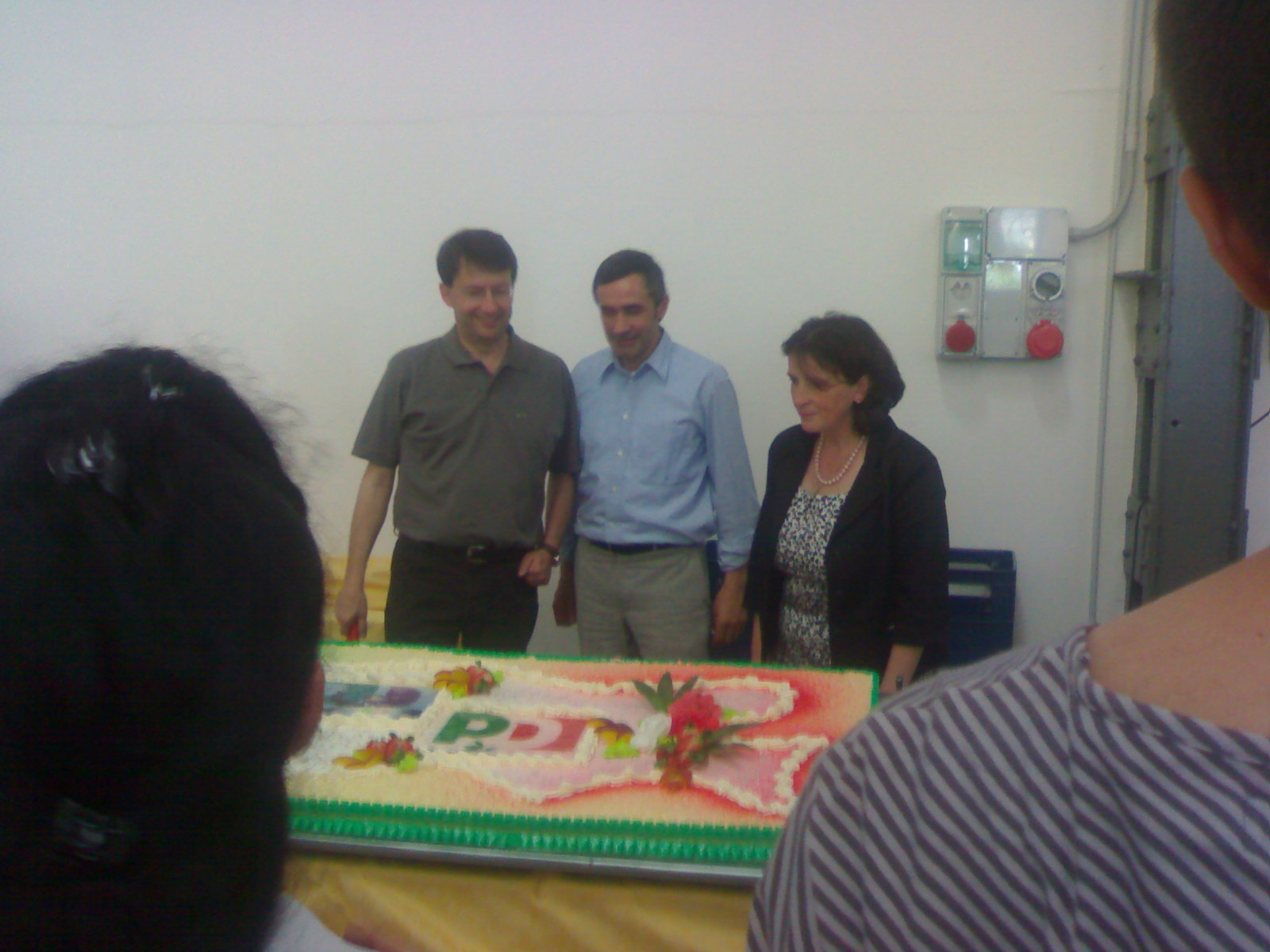
Franceschini con Gabriele Frigato e Tiziana Michela Virgili alla campagna elettorale per le elezioni europee 2009

Come segretario del PD, guida il partito alle elezioni europee del 2009 ad ottenere il 26,12% dei voti, in calo di quasi 5 punti rispetto alla lista Uniti nell'Ulivo nella precedente tornata elettorale, conducendo successivamente le trattative con Martin Schulz che portano alla nascita del Gruppo dei Socialisti e Democratici Europei, primo passo per la successiva entrata del PD al Partito del Socialismo Europeo nel 2014 durante la segreteria di Matteo Renzi.

#### Candidatura alle primarie PD del 2009

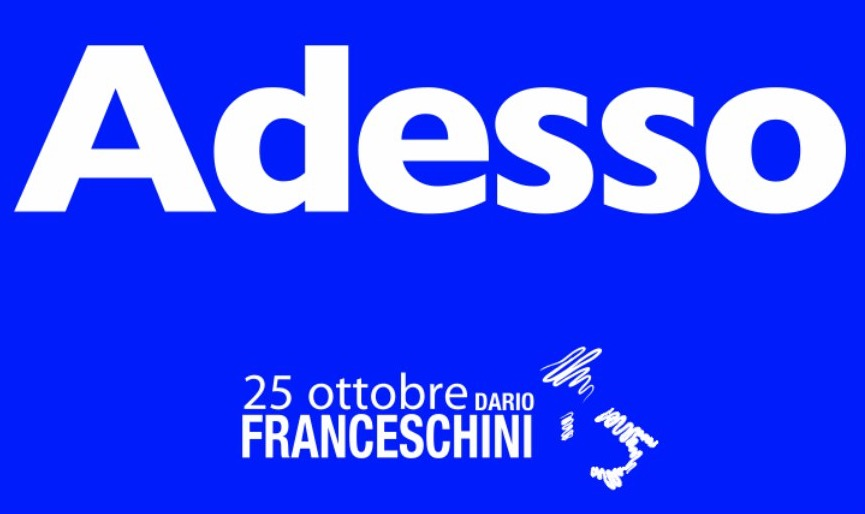
Logo della campagna elettorale di Franceschini per le primarie del 2009

In vista delle primarie del Partito Democratico del 25 ottobre 2009, Franceschini si è candidato come nuovo segretario del Partito Democratico, insieme a Pier Luigi Bersani, ex ministro dello sviluppo economico nel secondo governo Prodi, e del senatore Ignazio Marino. Lo slogan per la sua corsa alla segreteria è "Liberiamo il Futuro".

La sua campagna elettorale viene organizzata in modo da incentrarsi su una serie di discorsi, i "10 discorsi agli italiani", che pronuncia in città o luoghi attinenti al tema trattato e significativi per la storia del paese. A Marzabotto pronuncia il "Discorso ai Liberi", a Genova il "Discorso ai Nuovi Italiani", a Cosenza il "Discorso ai giovani del Sud". Ogni discorso si conclude con la parola "adesso", chiaramente ispirata alla rivista Adesso, fondata da don Primo Mazzolari. I discorsi vengono poi pubblicati nel novembre 2009 nel libro, edito da Bompiani: "In dieci parole. Sfidare la destra sui valori".

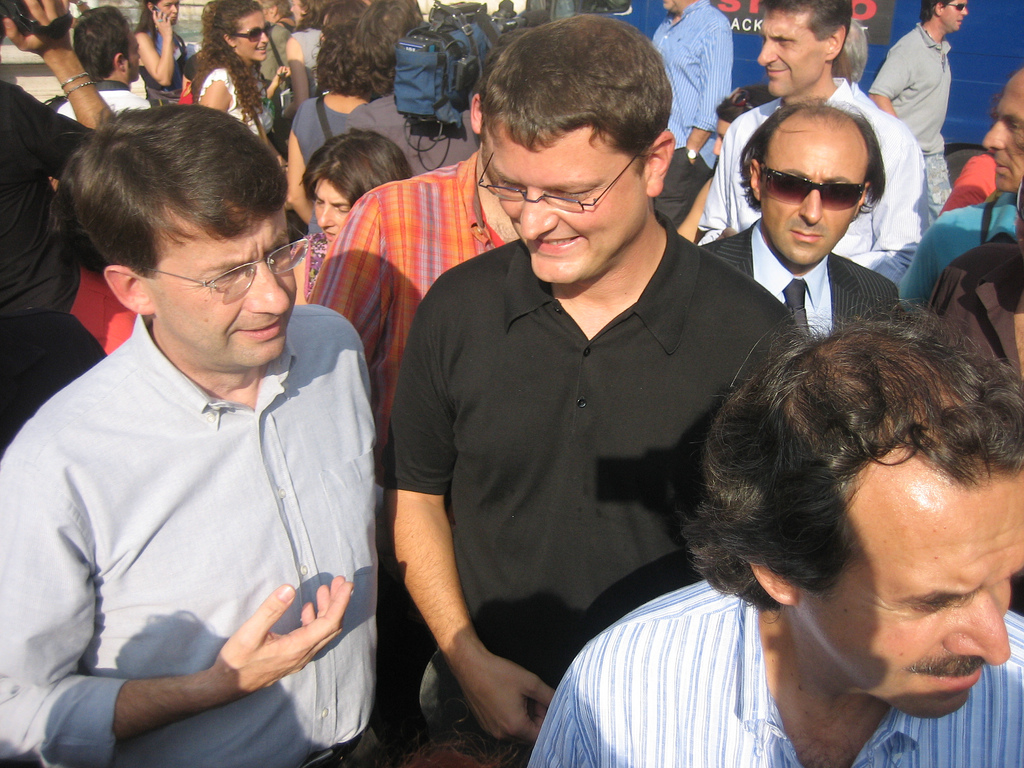
Franceschini durante la manifestazione in difesa della libertà di stampa.

La candidatura di Franceschini ottiene, all'interno del partito, il sostegno di Piero Fassino, Debora Serracchiani, Franco Marini, Marco Minniti, Giovanna Melandri, Tiziano Treu, Enrico Morando, Marina Sereni, Antonello Soro, Cesare Damiano, Pierluigi Castagnetti, Paolo Gentiloni, Sergio Cofferati, Rita Borsellino, Mario Adinolfi, David Sassoli. Anche l'ex segretario del PD Walter Veltroni, pur dichiarando di voler rimanere fuori dalle vicende congressuali, ha avuto parole di apprezzamento per la candidatura di Franceschini. Dichiarano di sostenerlo a quelle primarie molti esponenti del mondo della cultura e dello spettacolo, tra cui Lorenzo Jovanotti, Nanni Moretti, Andrea Camilleri, Carlo Petrini, Ettore Scola, Vincenzo Cerami.

Il logo della sua corrente "AreaDem"

Alle elezioni primarie del partito svoltesi il 25 ottobre Franceschini ottiene oltre un milione di voti (1.045.123), pari al 34,27%, risultando secondo classificato e venendo superato da Bersani, che ottenendo il 53,23% dei voti, diventa quindi il nuovo segretario. La sera stessa riconobbe a Bersani la vittoria, affermando che al di là dei risultati s'impegnerà per garantire l'unità del partito.

#### Capogruppo PD alla Camera
Dopo la sconfitta alle primarie, riorganizza tutte le forze che avevano sostenuto la sua candidatura in una componente interna al Partito Democratico: "Area Democratica" o "AreaDem”.
Successivamente Bersani, nel suo "mosaico" della gestione unitaria e plurale del partito, propone molto insistentemente a Franceschini di diventare capogruppo PD alla Camera, e dopo giorni d'incertezze, d'incontri con i principali esponenti di AreaDem e Bersani stesso, scioglie la riserva e accetta, venendo eletto il 17 novembre 2009, dopo che Antonello Soro si era dimesso dall'incarico.
Nel 2012 ha sostenuto la mozione di Bersani alle primarie del centro-sinistra "Italia. Bene Comune" per la scelta del candidato alla Presidenza del Consiglio, esprimendosi più volte contro la mozione dell'allora sindaco di Firenze Matteo Renzi, anch'egli proveniente dalla Margherita, il quale - quando Franceschini subentrò a Veltroni come segretario del PD - affermò che il partito pensava di risolvere i suoi problemi sostituendo il «disastro» col «vicedisastro».

### Ministro per i rapporti con il Parlamento
Alle elezioni politiche del 2013 viene candidato, ed eletto per la quarta volta, alla Camera dei deputati come capolista della lista PD nella circoscrizione Emilia-Romagna. Nella XVII legislatura è stato componente delle Commissioni Affari Costituzionali, Politiche dell'Unione Europea, Esteri e Giustizia, nonché componente delle Giunta per le elezioni e delle Delegazioni parlamentari presso l'OCSE, il Consiglio d'Europa e l'Assemblea dell'Unione dell'Europa occidentale.
Durante le consultazioni del presidente della Repubblica del 2013, intervistato da Aldo Cazzullo al Corriere della Sera, Franceschini afferma che il PD deve abbandonare il «complesso di superiorità, molto diffuso nel nostro schieramento, per cui pretendiamo di sceglierci l’avversario» e che bisogna dialogare con Silvio Berlusconi «chiusa la possibilità di un rapporto con Grillo, per sua scelta». Successivamente, con la nascita del governo di larghe intese guidato da Enrico Letta, il 28 aprile 2013 giura nelle mani del Presidente della Repubblica Giorgio Napolitano come Ministro per i rapporti con il Parlamento e il Coordinamento dell'attività di governo nel governo Letta tra PD, Il Popolo della Libertà, Unione di Centro e Scelta Civica, incarico che mantiene fino alla fine dell'esecutivo il 22 febbraio 2014. Appena insediatosi si ritrova ad avere un ruolo cruciale: agevolare la navigazione in Parlamento dei provvedimenti del governo, mediando con una larga e differenziata maggioranza sia sul versante degli interventi economici sia su quello delle riforme istituzionali, dove tra gli iniziali impegni figurano la votazione alla Camera della risoluzione sul DEF e la gestione degli emendamenti al decreto sui pagamenti arretrati, oltre che i dossier sull’eventuale manovra e sull’IMU.
Alle elezioni primarie del Partito Democratico del 2013 appoggia, assieme alla sua corrente "AreaDem", la candidatura alla segreteria di Matteo Renzi, cosa che si ripete anche nelle primarie PD del 2017, caratterizzandosi per lungo tempo come uno dei suoi principali alleati all'interno del partito, anche se non si risparmia dal criticarlo in diverse occasioni per le sue scelte nella gestione del partito, come dopo il crac delle elezioni amministrative del 2017 (soprattutto a Genova, Verona, Parma e L'Aquila).

### Ministro dei beni e le attività culturali e del turismo

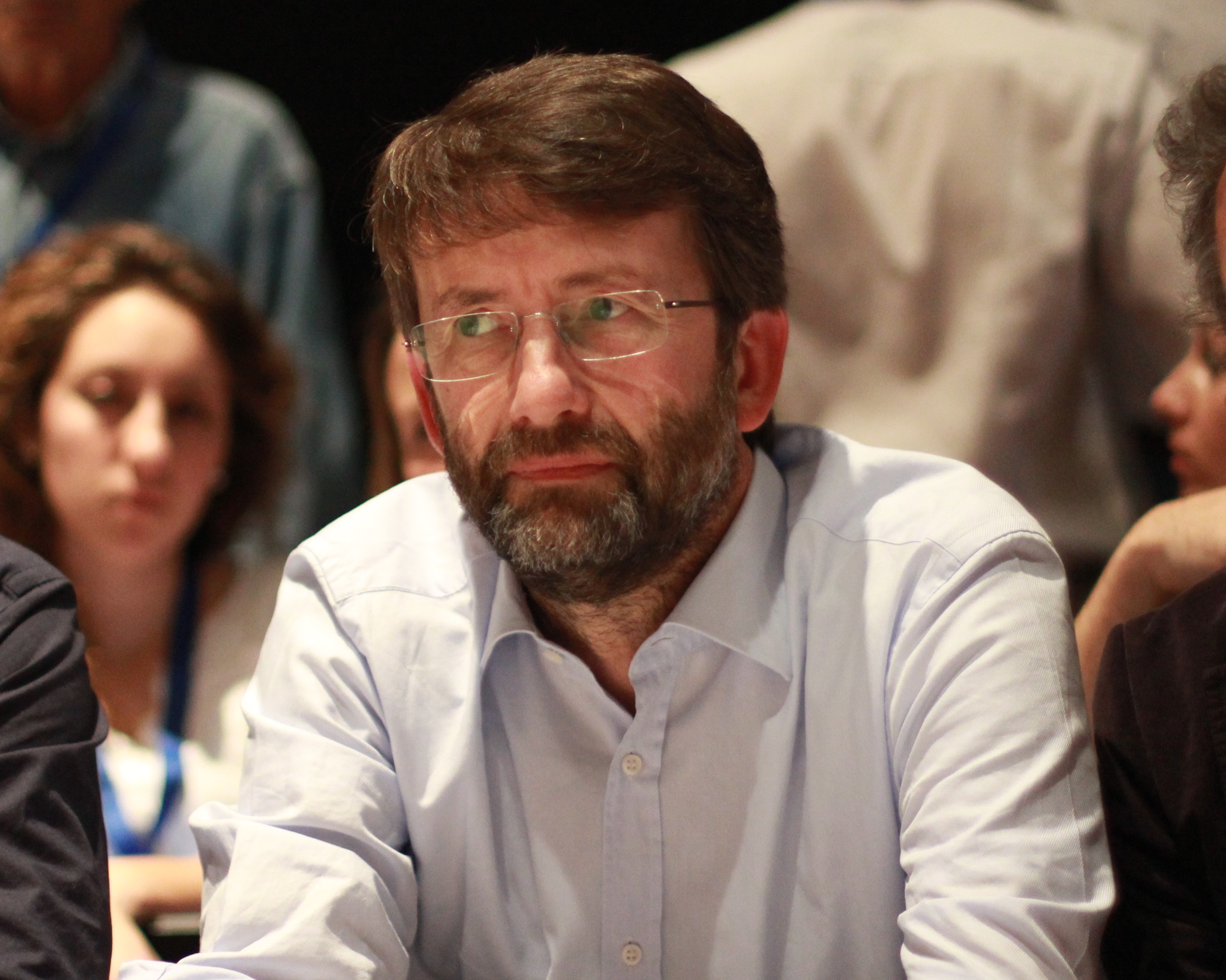
Franceschini al 5ª convegno della Leopolda a Firenze nel 2014

Il 21 febbraio 2014 Matteo Renzi, Presidente del Consiglio incaricato di formare un governo, lo propone come Ministro dei beni e delle attività culturali e del turismo nel suo esecutivo. Il successivo 22 febbraio giura al palazzo del Quirinale nelle mani di Giorgio Napolitano come Ministro dei beni e delle attività culturali e del turismo del governo Renzi. Entrando al Quirinale per il giuramento dichiara: "Mi sento chiamato a guidare il ministero economico più importante del Paese".
A seguito delle dimissioni di Matteo Renzi da Presidente del Consiglio, per la bocciatura della riforma Renzi-Boschi al referendum costituzionale, alcuni quotidiani, come La Stampa, scrivono delle sue presunte ambizioni politiche e di presunti accordi politici per diventare il prossimo Presidente del Consiglio. In merito ai quotidiani che scrivono su di lui, Franceschini ha commentato in modo ironico su Twitter.
Il 12 dicembre 2016 è stato confermato nell'incarico di ministro ai beni culturali e turismo per il nuovo governo presieduto da Paolo Gentiloni, giurando il giorno stesso nelle mani del Presidente della Repubblica Sergio Mattarella.

### Elezioni politiche del 2018 e primarie PD del 2019

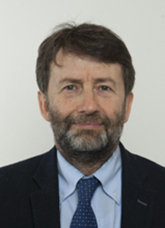
Dario Franceschini eletto alla Camera nel 2018

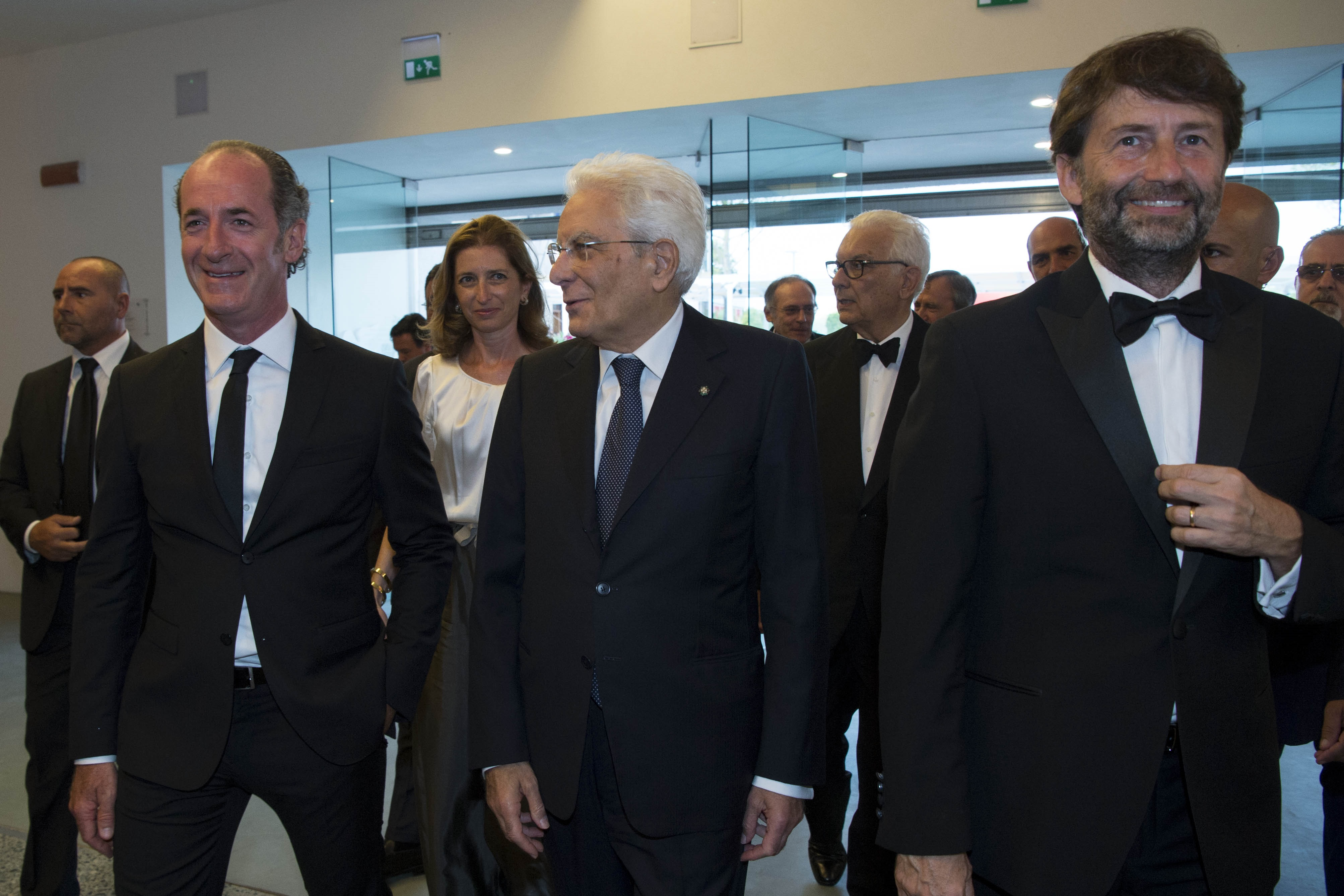
Dario Franceschini con il Presidente della Repubblica Sergio Mattarella e il presidente della Regione Veneto Luca Zaia nel 2017

Alle elezioni politiche del 2018 viene ricandidato alla Camera dei deputati per il PD, nel collegio plurinominale di Ravenna, Rimini, Forlì, Cesena, risultando eletto. Nella tornata elettorale il PD assiste ad una grande flessione nei voti, che ha riscosso il peggior risultato della sua storia e quella del centro-sinistra in Italia, attestandosi su il 18% alla Camera e 19% per il Senato. Con l'insediamento del governo Conte I, il 1º giugno Franceschini cessa dalla carica di ministro.
Dopo la fine del suo mandato da ministro, Franceschini si è spesso espresso negativamente nei confronti della linea politica del PD assunta negli ultimi mesi, dettata dall'ormai ex segretario Renzi, reo di aver spinto alla nascita del governo tra M5S e Lega, trovando consenso dal sindaco di Milano Beppe Sala fino ai dirigenti del PD come Graziano Delrio e Andrea Orlando.
In vista delle primarie del PD del 2019, Franceschini assieme ad "Area Dem" sostengono la mozione di Nicola Zingaretti, presidente della Regione Lazio dal 12 marzo 2013, che risulterà vincente con il 66% dei voti.

### Ritorno al dicastero della cultura
Favorevole sin dalle politiche 2018 ad un'alleanza con il Movimento 5 Stelle, ritenendoli "differenti dalla Lega", con il reincarico di formare un esecutivo tra PD e M5S affidato a Giuseppe Conte, il 4 settembre 2019 viene annunciata la nomina di Franceschini alla carica di Ministro della cultura e del turismo. Presterà giuramento il 5 settembre 2019, assumendo nuovamente la guida del Ministero dei beni e delle attività culturali nel governo Conte II, cui viene nuovamente accorpata la delega al turismo che, durante il governo Conte I, era stato unito al Ministero delle politiche agricole alimentari e forestali sotto il leghista Gian Marco Centinaio. Svolge anche il ruolo di capodelegazione del Partito Democratico all'interno dell'esecutivo, dove tesse un ottimo rapporto con Giuseppe Conte.
Con l'insediamento del nuovo governo guidato da Mario Draghi il 13 febbraio 2021, Franceschini viene riconfermato ministro al Collegio Romano; il dicastero assume la denominazione di "Ministero della cultura", in quanto la delega al turismo viene attribuita ad un apposito ministero con portafoglio, conferito al leghista Massimo Garavaglia.

### Elezione a senatore in Campania
Il 15 agosto 2022 la direzione nazionale del PD approva le liste dei candidati per le elezioni politiche del 25 settembre, dove Franceschini figura come capolista nel Collegio plurinominale Campania - 01 al Senato della Repubblica. Franceschini ha dichiarato su Twitter: "Un orgoglio essere il capolista del PD a Napoli. Cercherò di essere la voce al Senato di questa terra straordinaria, di questa città unica al mondo, da sempre e per sempre Capitale della Cultura. Dalla parte di Napoli". La candidatura ha suscitato alcune critiche, dal momento che a Napoli c'è un movimento di associazioni e cittadini contrari al progetto di trasferire la Biblioteca nazionale da Palazzo reale al Real Albergo dei Poveri come proposto da Franceschini.
Franceschini risulta eletto senatore e il 15 novembre diventa presidente della Giunta delle elezioni e delle immunità.
In vista delle primarie del PD del 2023, Franceschini annuncia a sorpresa il sostegno alla candidata Elly Schlein, spiegando che lei rappresenta la sinistra moderna e che il partito necessita di un cambio di passo, suscitando alcune polemiche. Il 26 febbraio Schlein batte Stefano Bonaccini alle primarie e viene eletta nuova Segretaria Nazionale del Partito Democratico.

## Attività da ministro della cultura
Dario Franceschini è noto soprattutto per la sua attività di ministro della cultura, essendo quello rimasto in carica più a lungo nella storia della Repubblica Italiana, ricoperto in quattro governi diversi: Renzi, Gentiloni, Conte II e Draghi.

### Provvedimenti principali

#### 2014-2015

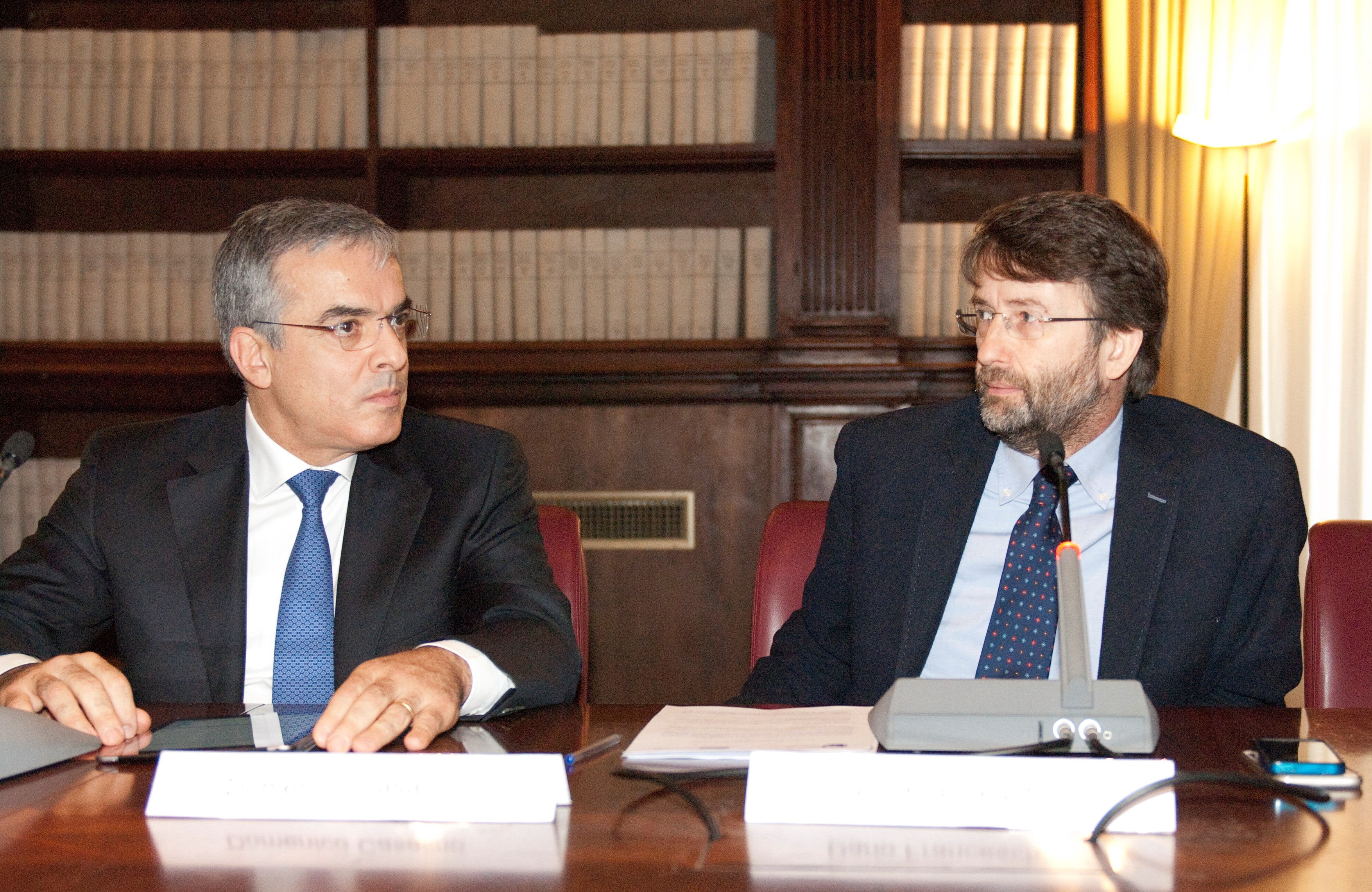
Franceschini con L'AD di CONSIP Domenico Casalino

Al suo nome è legata l'introduzione nell'ordinamento italiano dell'Art Bonus, un credito d'imposta del 65% per privati e imprese che donano una somma per il restauro del patrimonio culturale pubblico o per attività di musei, fondazioni lirico-sinfoniche o teatri di tradizione.
Franceschini firma il decreto, in vigore dal 1º luglio 2014, dove ha disposto l'ingresso gratuito, ogni prima domenica del mese, a tutti i musei e luoghi della cultura statali.
Nell'agosto 2015 nomina i 20 direttori dei più importanti musei statali, all'esito di una selezione internazionale a cui avevano partecipato 1.400 concorrenti di tutto il mondo. 13 dei 20 direttori nominati sono di nazionalità italiana. Nel 2017 una nuova selezione internazionale ha portato alla nomina di altri 10 direttori di musei e parchi archeologici.
Dopo alcuni scioperi improvvisi, specie a Pompei e al Colosseo, che nel 2014 e 2015 avevano creato file di turisti in attesa, rilanciate con immagini dei media di tutto il mondo, Franceschini ottiene una riunione urgente del Consiglio dei Ministri, per estendere le norme sullo sciopero nei servizi pubblici essenziali anche all'apertura al pubblico di musei e luoghi della cultura. Con l'articolo 1 del Decreto Legge 20 settembre 2015, n. 146 recante Misure urgenti per la fruizione del patrimonio storico e artistico della Nazione e convertito dalla Legge 12 novembre 2015, n.182, l’Italia è divenuta così il primo Paese in cui i musei sono equiparati a ospedali, scuole e trasporti come servizi pubblici essenziali.
Con la riforma del Ministero dei beni e delle attività culturali e del turismo, ha unificato in 39 Soprintendenze territoriali "Archeologia, Belle Arti e Paesaggio" le competenze in precedenza divise fra tre diverse tipologie di soprintendenze, che si occupavano rispettivamente di Archeologia, di Beni Artistici e di Beni Architettonici.
Ha ideato e lanciato l'iniziativa della Capitale italiana della cultura, dal 2015 concesso annualmente ad una città italiana, che ha così l'occasione di far conoscere ai visitatori il proprio sviluppo culturale.

#### 2016-2017

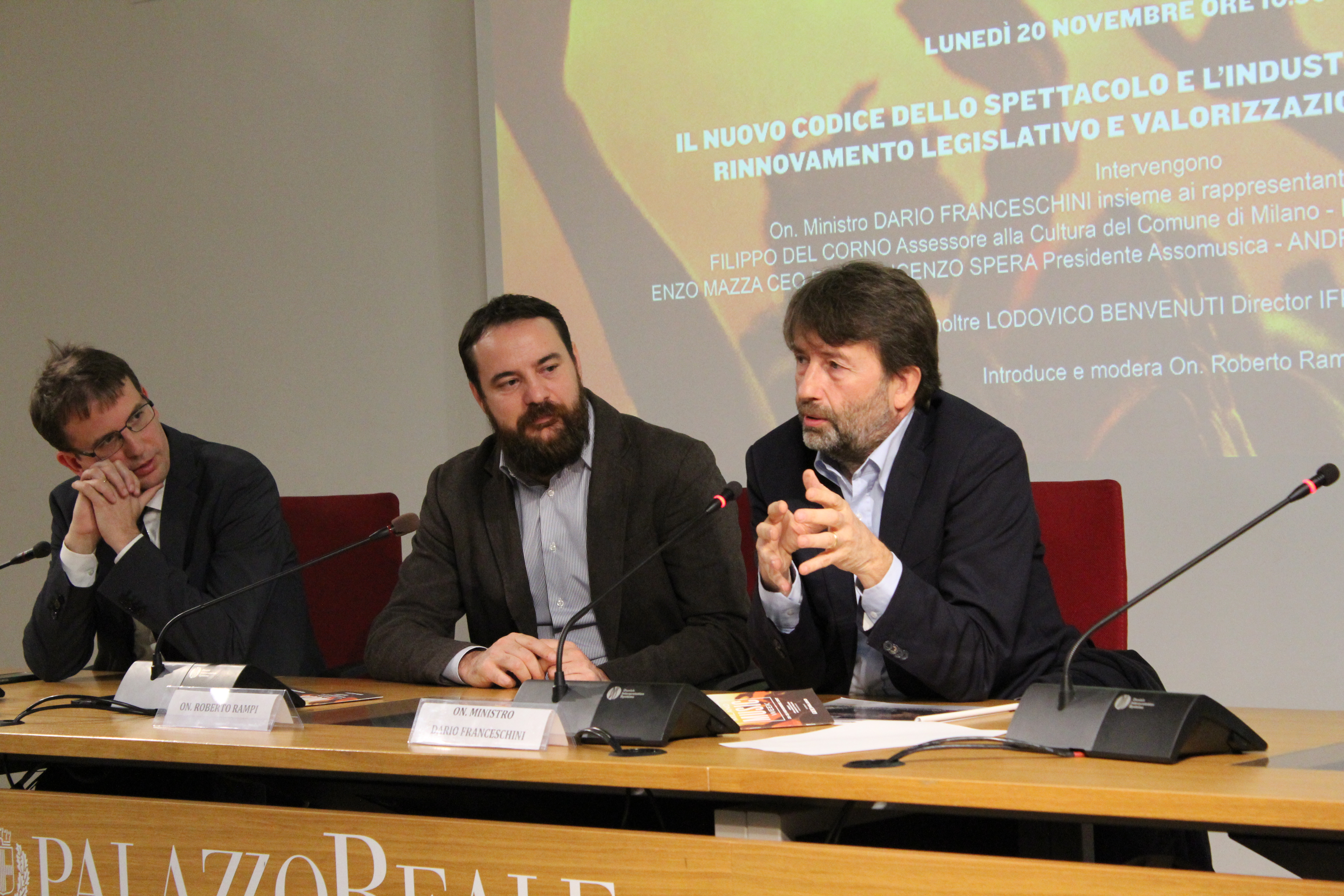
Dario Franceschini con Roberto Rampi alla Milano Music Week

Porta il nome di "Legge Franceschini" la "Disciplina del cinema e dell'audiovisivo", approvata il 3 novembre 2016, che dopo decenni di attesa riorganizza in modo organico tutto il settore dell'industria cinematografica italiana, ampliando il tax credit automatico, facendo scomparire la valutazione ministeriale di interesse culturale dei film e abolendo formalmente l'istituto della censura cinematografica.
Sempre col nome di "Legge Franceschini" è conosciuta la legge 22 novembre 2017, n. 175 "Disposizioni in materia di spettacolo e deleghe al Governo per il riordino della materia" che ha riordinato l'intero sistema dello spettacolo dal vivo, dal teatro, alla musica, alla danza. Nella legge viene riconosciuto per la prima volta dalla Repubblica Italiana "il valore delle espressioni artistiche della canzone popolare d'autore".
Per sua iniziativa dal 14 settembre 2016 fino al maggio 2017 con l'iniziativa #cinema2day, il secondo mercoledì di ogni mese si è entrati in tutti i cinema italiani al prezzo di 2 euro.
Nel 2017 parte la App18, conosciuta anche come Bonus Cultura, che prevede un bonus di 500 euro per tutti i diciottenni per acquisto di libri, dischi, biglietti di concerti, cinema, teatri e musei. L'iniziativa viene emulata negli anni successivi in diversi paesi tra cui Francia, Spagna e Germania.

#### Dal 2019

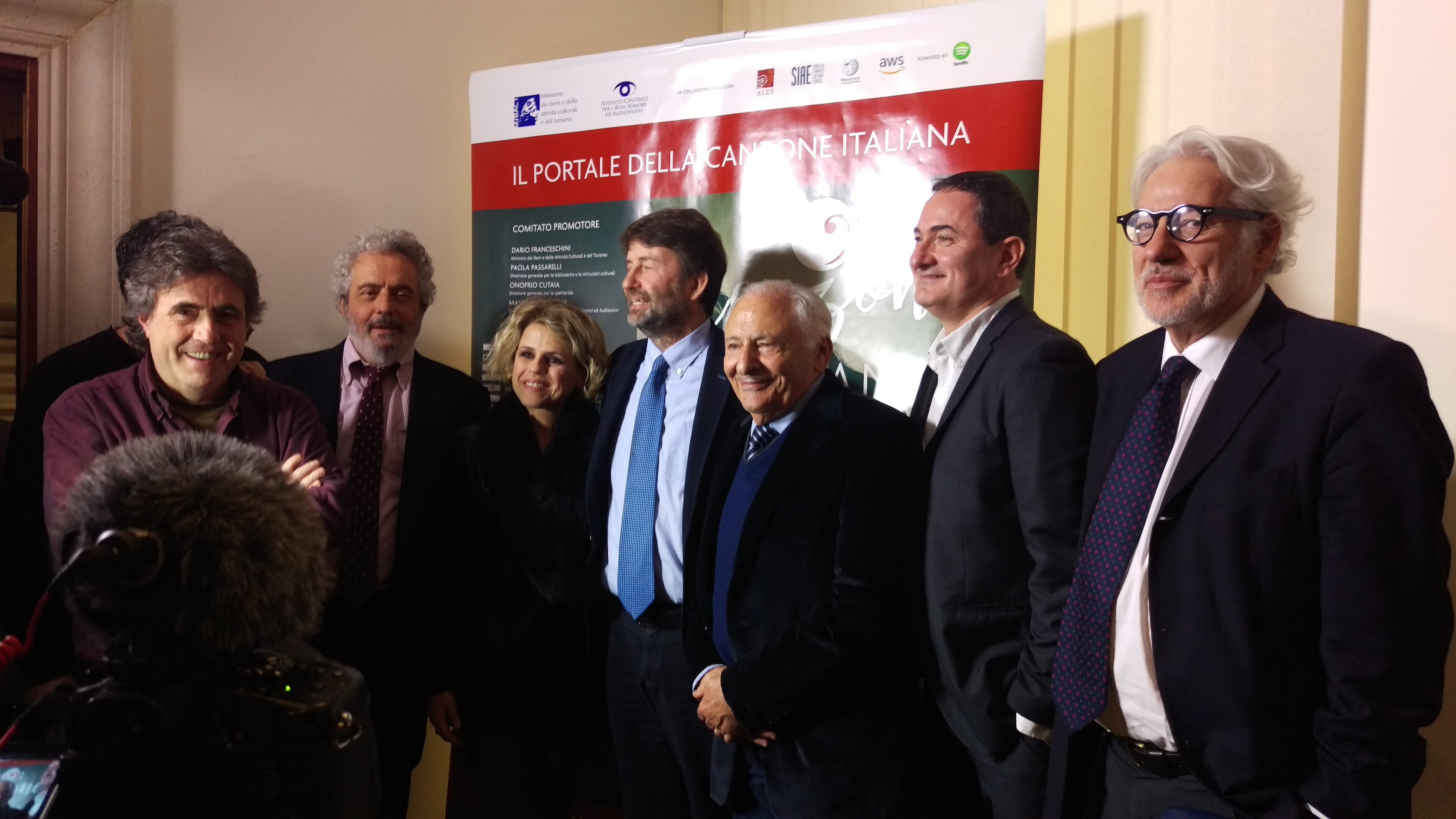
Franceschini con Ambrogio Sparagna, Nicola Piovani, Tosca, Mogol e il direttore dell'ICBSA Massimo Pistacchi alla presentazione del Portale della Canzone italiana

Nel marzo del 2020, nei primi giorni della pandemia di COVID-19, ideò e promosse la campagna #iorestoacasa, con video di numerosi testimonial del mondo della musica e dello spettacolo su social, tv e radio che invitavano i ragazzi a non uscire.
A lui si deve la creazione del Dantedì, la giornata dedicata a Dante Alighieri che si celebra ogni anno, a partire dal 2020, il 25 di marzo. Oltre all’iniziativa, che ha portato il Parlamento ad approvare la legge, per i tre grandi anniversari, nel 2019, 2020 e 2021, di Leonardo da Vinci, Raffaello Sanzio e Dante Alighieri.
In occasione dei 200 anni de L'infinito di Giacomo Leopardi ha ideato e proposto alla Rai la realizzazione di un video con la lettura della poesia da parte di 22 grandi cantautori italiani: Pausini, Zucchero, Giorgia, Vanoni, Paoli, Baglioni, Ligabue, Conte, Zero, Mannoia, Nannini, Turci, Venditti, Morandi, Pravo, Jovanotti, Vecchioni, Fossati, Guccini, De Gregori, Celentano e Mina.
A novembre 2019 ripristina un fondo da 25 milioni di euro per il Museo nazionale dell'ebraismo italiano e della Shoah, affermando: "Lo dobbiamo a Liliana Segre, a lei personalmente e a quello che rappresenta. La conoscenza è il migliore antidoto contro odio e intolleranza".
A fine maggio 2021 ha inaugurato il museo d'arte contemporanea MAXXI L'Aquila, nato da una sua idea per l’utilizzo del settecentesco Palazzo Ardinghelli, danneggiato dal terremoto dell'Aquila del 2009.
Durante il governo Draghi ottiene che il Consiglio dei Ministri prima e il Parlamento poi approvino norme che vietano il passaggio della Grandi Navi nel Canale della Giudecca davanti a San Marco a Venezia.
Nel 2022 prende avvio il progetto da lui voluto "100 opere tornano a casa" grazie al quale opere d'arte non esposte e conservate nei depositi dei grandi musei statali italiani tornano nei musei dei luoghi di provenienza.
Nella stesura della legge finanziaria per l'anno 2022 interviene sulla introduzione del Bonus Cultura, che diventa permanente e ne prevede il finanziamento con 230 milioni di euro dal 2022, riuscendo ad ottenere l’eliminazione definitiva del parametro ISEE inferiore, o pari, a 25mila euro, requisito che ha escluso in passato numerosi cittadini.
Alla sua iniziativa si deve l’introduzione nell'ordinamento italiano dell’Indennità di discontinuità per i lavoratori dello spettacolo.
Nei suoi anni di guida del ministero ha promosso la realizzazione di diversi nuovi musei, tra i quali: il Museo nazionale della resistenza (nei Bastioni di Porta Volta) e il Museo dell'arte digitale (nell'ex Albergo diurno Venezia) a Milano, il Museo nazionale dell'italiano a Firenze, la Casa dei Cantautori (nell'ex abbazia di San Giuliano) e il Museo nazionale dell'emigrazione italiana a Genova, il Museo Caruso a Napoli (a Palazzo reale), il Museo Igor Mitoraj a Pietrasanta, il Museo italiano dell'audiovisivo e del cinema (negli studi di Cinecittà), il Museo dell'arte salvata e il Museo delle Civiltà a Roma, il Museo dei Giganti di Mont'e Prama a Cabras.
Nel libro “Con la cultura non si mangia?” pubblicato per La nave di Teseo nel 2022, Franceschini ripercorre le tappe e gli interventi più importanti della sua attività di ministro. Il libro nel 2023 è stato tradotto in Spagna per Editorial Canto col titolo “De la cultura no se vive?”. Franceschini viene definito nella presentazione dell’edizione spagnola “uno degli intellettuali europei con maggiore lucidità e influenza” e “uno dei leader politici più carismatici d’Europa”.

### Attività internazionale

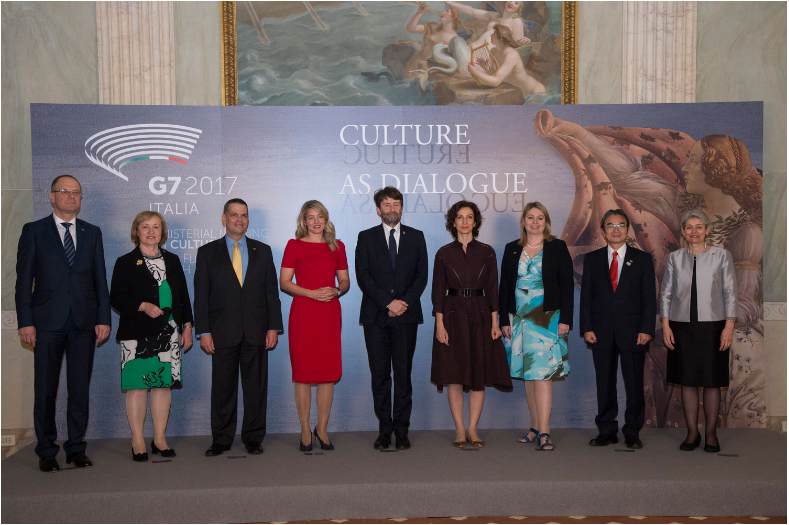
Dario Franceschini al G7 della Cultura di Firenze del 2017

Nel corso dei suoi mandati Franceschini ha promosso e presieduto il Consiglio dei ministri della cultura dell’Unione Europea (2014), il G7 cultura (2017), il G20 Cultura (2021), la riunione dei ministri della cultura del Consiglio d’Europa (2022).
Nel semestre di presidenza dell ‘Unione Europea ha fatto approvare dai 28 ministri della cultura una dichiarazione comune che ha portato all’equiparazine dell’Iva su libro cartaceo e su e-book.
Ha voluto e guidato il Forum europeo dei Ministri della cultura e del turismo che si è tenuto a Napoli il 30 ottobre 2014.
Il 31 luglio e 1º agosto 2015 ha organizzato presso l'Expo 2015 a Milano una Conferenza internazionale sui temi della tutela del patrimonio culturale, a cui hanno partecipato 83 ministri della cultura di tutto il mondo.
Il 28 dicembre 2016 ha annunciato la creazione di un G7 per la cultura, tenutosi poi il 30 marzo 2017 a Firenze. I sette ministri si sono incontrati nella città toscana per due giorni, discutendo il tema della "cultura come strumento di dialogo tra i popoli". Altro impegno preso durante l'incontro è la volontà, da parte dei Paesi convenuti, di accettare la proposta italiana di creare un task force di Caschi blu della cultura approvata dall'UNESCO in seno all'ONU con il fine di proteggere il patrimonio culturale ed artistico mondiale dalle minacce del terrorismo e delle calamità naturali. La task force era già stata, il 16 febbraio 2016, approvata tramite la firma di un memorandum da parte della direttrice generale dell'UNESCO Irina Bokova.
Il gruppo d'intervento sarà addestrato all'azione in situazioni di pericolo e verrà composto da un primo nucleo di Carabinieri del Comando carabinieri per la tutela del patrimonio culturale, storici dell’arte, studiosi e restauratori dell'Istituto centrale per il restauro, dell'Opificio delle pietre dure di Firenze, dell'Istituto centrale per la patologia degli archivi e del libro e dell'Istituto centrale per il catalogo e la documentazione.
Il 1º novembre 2017 è chiamato ad aprire a Parigi la 38ª Sessione dell’Assemblea generale dell’UNESCO sul tema della protezione del patrimonio e culturale dei Caschi blu della cultura.
Nell'aprile 2020 interviene prima alla videoconferenza promossa dall'UNESCO, cui partecipano 140 ministri della cultura, e successivamente al G20 straordinario dei ministri del turismo sull'emergenza Covid 19.
Il 29 e 30 luglio 2021 presiede a Roma il primo G20 cultura della storia, fortemente voluto dall’Italia, che si apre sull’arena del Colosseo e si conclude a Palazzo Barberini con l’approvazione unanime della “Dichiarazione di Roma”.
Il 31 marzo e 1º aprile 2022 presiede a Strasburgo la riunione dei 46 ministri della cultura dei Paesi membri del Consiglio d’Europa, che approva due dichiarazioni sull’Ucraina e sulle politiche dell’audiovisivo.
Ha promosso e presieduto la prima Conferenza dei ministri della cultura dei Paesi del Mediterraneo che si è svolta a Napoli il 16 e 17 giugno 2022. La dichiarazione finale è stata approvata all'unanimità dai 30 Paesi partecipanti.

### Accuse di conflitto d'interessi
Tra il 2016 e 2017 Franceschini viene accusato dal rapper Fedez di essere in conflitto di interessi per quanto riguarda la regolamentazione della raccolta e della gestione dei diritti d’autore. In particolare, Fedez sosteneva infondatamente che Michela Di Biase, sua moglie, si occupasse per lavoro della gestione del patrimonio immobiliare della Società Italiana degli Autori ed Editori (SIAE) che, per una legge del 1941, ha il monopolio della gestione dei diritti degli artisti in Italia. La questione è stata ripresa da Mattia Fantinati, deputato del Movimento 5 Stelle, e dal blog di Beppe Grillo.
In un’intervista al Fatto Quotidiano, Fedez aveva poi corretto, ridimensionando le accuse: «Michela Di Biase cura le relazioni esterne della Fondazione Sorgente Group, la fondazione di una holding che, tramite una controllata, lavora per la SIAE». Il monopolio di cui gode la SIAE contraddice una direttiva del Parlamento europeo del 2014, che ha dato a tutti gli artisti la possibilità di affidare la raccolta dei diritti d’autore a qualsiasi società vogliano.

### Critiche al suo operato
Franceschini è stato artefice di una riforma della regolamentazione dell'esportazione delle opere d'arte, nota come "ddl concorrenza 2017" e tradottasi nella legge 124/2017; per suo effetto, tutte le opere esistenti da meno di 70 anni (precedentemente, 50) possono essere liberamente esportate. Inoltre, è stata liberalizzata la vendita all'estero di tutte le opere - di qualunque epoca - per le quali il proprietario autocertifica un valore inferiore a 13 500 euro. Contro questa misura, accusata di favorire la dispersione del patrimonio culturale italiano, si sono schierati associazioni come Italia Nostra e intellettuali come Vittorio Sgarbi, Salvatore Settis e Stefano Boeri, mentre essa ha ricevuto il plauso degli operatori interessati alla monetizzazione, quali galleristi, antiquari e case d'asta.

## Attività letteraria
Appassionato di letteratura, nel 2006 ha pubblicato il suo primo romanzo "Nelle vene quell'acqua d'argento", con il quale nel 2007 ha vinto in Francia il Premier Roman di Chambery e, in Italia, il Premio Opera Prima Città di Penne e il Premio Bacchelli. Il romanzo ha ottenuto un notevole successo di critica in Francia, dove è stato pubblicato da Gallimard nella collana L'Arpenteur con il titolo Dans les veines ce fleuve d'argent e successivamente ripubblicato nella collana tascabile "Folio".
Nel 2007 ha pubblicato il romanzo La follia improvvisa di Ignazio Rando, da cui è stato tratto un omonimo spettacolo teatrale della compagnia "Giorni Dispari Teatro" di Varese con la regia di Serena Nardi.
Nel 2011 esce il suo libro Daccapo, un romanzo che ha come protagonista il figlio di un notaio di provincia che ha avuto 52 figli segreti da altrettante prostitute. Il romanzo, finalista al Premio letterario Città di Rieti, è stato tradotto in Francia nel 2017 per Gallimard, nella collana L'Arpenteur, con il titolo Ailleurs, ed è stato nella classifica de L'Express dei 30 romanzi più venduti. Nel febbraio 2019 il romanzo viene ripubblicato nella collana tascabile “Folio”.
Nel 2013 pubblica il suo quarto romanzo Mestieri immateriali di Sebastiano Delgado
I suoi primi quattro romanzi sono stati pubblicati da Bompiani.
Nel luglio 2017, per Daccapo, gli è stato assegnato il Premio letterario "La Tore" Isola d'Elba, a Marciana Marina (Isola d'Elba).
Nello stesso anno pubblica "Disadorna e altre storie" una raccolta di 20 racconti per La nave di Teseo, finalista nel 2018 nella sezione narrativa del Premio Croce e del Premio "Carlo Cocito" per libri di racconti.
Nel maggio 2021 esce in Francia, sempre per Gallimard, con il titolo Dépouillée et autres histoires.
Nel 2024, sempre per La Nave di Teseo, pubblica Aqua e tera, la storia dell’amore tra due ragazze nella Ferrara dello squadrismo fascista, con il quale nel 2025 entra nella cinquina dei finalisti del Premio Biella Letteratura e Industria e vince la XXVIII edizione nella sezione narrativa del Premio Parco Majella.
Nel 2014 è entrato a fare parte della giuria del Premio Strega.

## Opere
- Il Partito popolare a Ferrara. Cattolici, socialisti e fascisti nella terra di Grosoli e don Minzoni, Bologna, CLUEB, 1985.
- Nelle vene quell'acqua d'argento, Milano, Bompiani, 2006. ISBN 88-452-5600-6
- La follia improvvisa di Ignazio Rando, Milano, Bompiani, 2007. ISBN 978-88-452-5945-6
- In 10 parole. Sfidare la Destra sui valori, Milano, Bompiani, 2009. ISBN 978-88-452-6438-2
- Daccapo, Milano, Bompiani, 2011. ISBN 978-88-452-6711-6
- Mestieri immateriali di Sebastiano Delgado, Milano, Bompiani, 2013. ISBN 978-88-452-7600-2
- Disadorna e altre storie, Milano, La Nave di Teseo, 2017. ISBN 978-88-934-4288-6
- Con la cultura non si mangia?, Milano, La Nave di Teseo, 2022. ISBN 978-8834610787
- Aqua e tera, Milano, La Nave di Teseo, 2024.  ISBN 978-8834618424

## Onorificenze e premi
- È cittadino onorario di Borgo Velino, il comune della provincia di Rieti dove nel 1974 fu insegnante e fondatore del Gruppo Sbandieratori, nonché delle Isole Tremiti. Nel maggio 2022 ha ricevuto dal Comune di Pompei le “Chiavi della Città” come riconoscimento del lavoro fatto per il sito archeologico.
- È Accademico d'onore della Rubiconia Accademia dei Filopatridi di Savignano sul Rubicone.
- Nel febbraio 2016 gli è stato conferito il Premio Excellent per l'aumento dell'affluenza ai musei italiani, grazie alle sue iniziative da ministro dei Beni Culturali.[120]
- Nell'aprile 2016 gli è stato conferito a Firenze l'Award 2016 della Federazione Italiana Pubblici Esercizi "Per la valorizzazione del turismo e della cultura come motori di sviluppo".
- Nel settembre 2016 ha ricevuto il Premio DermArt "Per l'impegno e le scelte coraggiose in favore del patrimonio culturale italiano".
- Nell'ottobre 2016 gli è stato attribuito alla Camera dei deputati il Premio America della Fondazione Italia USA.
- Nel novembre 2016 ha ricevuto dalla FICTS (Federation Internationale Cinema Television Sportifs) la Guirlande d'Honneur per il suo impegno a favore della cultura durante Sport Movies & Tv - Milano International FICTS Fest.
- Nel luglio 2017 a Marciana Marina all'isola d'Elba riceve il Premio letterario la Tore isola d'Elba già assegnato tra gli altri a Camilleri, Faletti, Cazzullo, Vitali e Daverio.
- Nell'ottobre 2017 ha ricevuto il Premio Opsicella Monselice per la sua attività di scrittore e di ministro.
- Nel novembre 2017 ha ricevuto il Premio Internazionale Nassiriya per la Pace "per il costante e prezioso impegno per la difesa del patrimonio culturale mondiale in aree di crisi sconvolte da devastanti conflitti".
- Nel novembre 2017 ha anche ricevuto il Premio Galateo 2017 con la seguente motivazione: "Ministro della Repubblica promuove con intelligenza e passione bellezze e saperi d'Italia traendo dalla nativa Ferrara che laureò medico il Galateo, vigore politico e narrativo"
- Sempre nel novembre 2017 ha ricevuto dalla Fimi, Federazione Industria Musicale Italiana, il Disco di Platino, Special Award Friend of Music, per la sua attività a favore della musica italiana.
- Nel febbraio 2018 ha ricevuto il Premio Speciale Best in Sicily "per aver dato valore alla cultura dell'Italia da uomo e da ministro".
- Nel maggio 2018 ha ricevuto a Napoli il Premio Mediterraneo “Istituzioni” per “la sua rivoluzionaria azione che ha trasformato i siti culturali in luoghi di fruizione con attività multidisciplinari ne ha consentito la migliore valorizzazione moltiplicando i visitatori provenienti da tutto il mondo”.
- Sempre nel maggio 2018 ha ricevuto il Premio Aisom (Associazione Nazionale delle Imprese) “Per l’eccellente innovazione culturale e organizzativa promossa durante il mandato istituzionale e per gli straordinari risultati raggiunti che hanno portato ad un concreto ed effettivo rilancio del sistema museale e turistico dell’Italia a livello nazionale e internazionale”.
- Nel maggio 2019 riceve dai Lions il riconoscimento "Melvin Jones" per la sua azione da ministro nel proporre e promuovere l'idea dei "Caschi blu della cultura", approvata dall'ONU e l'UNESCO.
- Nel giugno 2021 ha ricevuto dalla città di Avezzano il Premio Internazionale D’Angió per il suo impegno a favore della cultura.
- Nell’agosto 2021 ha ricevuto il Premio internazionale Capalbio “Filippo e Nicola Caracciolo” per la cultura e l’economia.
- Nel settembre 2022 ha ricevuto a Ercolano il Premio Euromediterraneo dell’Accademia Ercolanese per aver impresso una forte azione riformatrice e internazionale nei diversi settori in cui opera il Ministero della Cultura.